# 17才 (アルバム)
『17才』（じゅうななさい）は、南沙織初のスタジオ・アルバム。1971年10月1日発売。発売元はCBSソニー。

## 解説
LP帯コピー：ソニーのシンシア 南沙織 待望のファーストアルバム　ヒット曲からポップスまで 17才の魅力がいっぱい
1stシングル「17才」とそのB面曲「島の伝説」を含む、初めてのスタジオ・アルバム。本作に収録されている「潮風のメロディ」が2ndシングルとして同時発売された（B面曲は「なぜかしら」）。
A面（1曲目から6曲目）は、有馬三恵子・筒美京平コンビによるオリジナル楽曲。B面（7曲目から12曲目）は、洋楽ポップスのカヴァー。この「オリジナル半分＋カヴァー半分」というスタイルが、南のアルバム構成の基本となった。洋楽ポップスのカヴァーは原曲のまま歌っているものと、日本語詞をあてて歌っているものとがある。
歌詞カードには、有馬三恵子によるライナーノーツと南のプロフィールが掲載。なお、後者の出身地の記載が、LPとCD選書盤では鹿児島県になっているが、歌手デビュー35周年記念商品CD-BOX『Cynthia Premium』では沖縄に修正されている。
2025年現在、2013年に発売された高音質CD『Blu-spec CD2』で再発されたものが販売中である。

## 収録曲
1. 17才
  - 作詞: 有馬三恵子 作曲・編曲: 筒美京平
  - 歌手デビュー曲。
2. なぜかしら
  - 作詞: 有馬三恵子 作曲・編曲: 筒美京平
  - 2ndシングル「潮風のメロディ」のB面曲。
3. シンシアの青春
  - 作詞: 有馬三恵子 作曲・編曲: 筒美京平
4. 島の伝説
  - 作詞: 有馬三恵子 作曲・編曲: 筒美京平
  - 1stシングル「17才」のB面曲。
5. ふるさとの雨
  - 作詞: 有馬三恵子 作曲・編曲: 筒美京平
  - 後の1980年に、有馬が歌詞を加筆し「彼が初恋」と改題され石野真子がカヴァーしている。
6. 潮風のメロディ
  - 作詞: 有馬三恵子 作曲・編曲: 筒美京平
  - 2ndシングルとして、本アルバムと同時発売された。
7. ローズ・ガーデン Rose Garden
  - 作詞・作曲: Joe South 編曲: 高田弘
  - オリジナル歌唱: Lynn Anderson
  - 歌手デビュー前、筒美京平との顔合わせの際に歌った曲[2]。
8. そよ風にのって Dans Le Meme Wagon
  - 作詞・作曲: G.Magenta 訳詞: 漣健児 編曲: 高田弘
  - オリジナル歌唱: マージョリー・ノエル
9. ビー・マイ・ベイビー Be My Baby
  - 作詞・作曲: Jeff Barry, Ellie Greenwich, Phil Spector 編曲: 高田弘
  - オリジナル歌唱: The Ronettes
10. ハロー・リバプール LIVERPOOL HELLO
  - 作詞: Ronnie Scott 作曲: Marty Wilde 編曲: 高田弘
  - オリジナル歌唱: Capricorn
11. サマー・クリエーション SUMMER CREATION
  - 作詞: D.Pomes 作曲: M.Hal 編曲: 高田弘
  - オリジナル歌唱: Joan Sheppard
12. オー・シャンゼリゼ Les Champs-Élysées
  - 作詞・作曲: M.Deighan, M.Wilsham 訳詞: 安井かずみ 編曲: 高田弘
  - 代表的な歌唱: Joe Dassin、Danièle Vidal
  - 1972年4月21日に、にしきのあきらとのカップリングでシングル・リリースされている。

## 発売履歴
- 1971年10月01日 - LP
- 1991年06月15日 - CD （CD選書）
- 2006年06月14日 - CD-BOX（紙ジャケット・高音質マスターサウンド）
- 2013年04月10日 - Blu-spec CD2